# Teoria objętościowego zapełniania mikroporów
Teoria objętościowego zapełniania mikroporów Dubinia i Raduszkiewicza (TOZM, 1947 r.) (ang. TMVF, Theory of Micropore Volume Filling) jest oparta na teorii potencjałowej Euckena i Polanyi'ego (1914-1916 r.). Opisuje ilościowo proces adsorpcji fizycznej cząsteczek w bardzo małych porach zwanych mikroporami. Adsorpcja w takich małych porach o wymiarach porównywalnych z rozmiarami cząsteczek adsorbatu różni się znacząco od adsorpcji na powierzchni płaskiej, w makroporach i w porach pośrednich (mezoporach), w których pojawiają się zjawiska kondensacji kapilarnej. 
Dubinin i współpracownicy wyprowadzili szereg równań izoterm adsorpcji, z których najważniejsze jest równanie izotermy DR (izoterma Dubinina-Raduszkiewicza):
- izoterma DR
- izoterma DA

Zob. adsorpcja, izoterma adsorpcji, struktura porowata, izoterma DR, izoterma DA, całkowe równanie Stoeckliego.